# Tenseur de densité du flux d'impulsion
Le tenseur de densité du flux d'impulsion est donné par :
Considérons un fluide ayant la vitesse {\displaystyle {\vec {v}}}: l'impulsion de l'unité de volume du fluide est égale à {\displaystyle \rho {\vec {v}}} avec {\displaystyle \rho } la masse volumique du fluide. Le taux de sa variation est donc:

En notations tensorielles, nous avons alors: {\displaystyle {\frac {\partial \rho v_{i}}{\partial t}}=\rho {\frac {\partial v_{i}}{\partial t}}+v_{i}{\frac {\partial \rho }{\partial t}}}

Utilisons l'équation de continuité: {\displaystyle {\frac {\partial \rho }{\partial t}}=-{\frac {\partial \rho v_{k}}{\partial x_{k}}}} ; et l'équation d'Euler: {\displaystyle {\frac {\partial v_{i}}{\partial t}}=-v_{k}{\frac {\partial v_{i}}{\partial x_{k}}}-{\frac {1}{\rho }}{\frac {\partial p}{\partial x_{i}}}}

Grâce à ces deux équations, nous déduisons:

Nous pouvons très bien écrire que: {\displaystyle {\frac {\partial p}{\partial x_{i}}}=\delta _{ik}{\frac {\partial p}{\partial x_{k}}}}

d'où, {\displaystyle {\frac {\partial \rho v_{i}}{\partial t}}=-{\frac {\partial (\delta _{ik}p+\rho v_{i}v_{k})}{\partial x_{k}}}=-{\frac {\partial \Pi _{ik}}{\partial x_{k}}}}

Afin de mettre en évidence la signification du tenseur {\displaystyle \Pi _{ik}}, intégrons l'équation précédente dans un certain volume:

D'après le théorème d'Ostrogradsky-Gauss, nous pouvons écrire:

Dans le premier membre nous avons la variation par unité de temps de la i-ème composante de l'impulsion dans le volume considéré. Ce qui signifie que le second membre représente la quantité de cette impulsion s'écoulant par unité de temps à travers la surface délimitant le volume considéré.
En écrivant {\displaystyle dS_{k}=n_{k}dS}, nous pouvons dire que: {\displaystyle \Pi _{ik}n_{k}=pn_{i}+\rho v_{i}v_{k}} ce qui correspond à l'expression vectorielle {\displaystyle p{\vec {n}}+\rho {\vec {v}}({\vec {v}}\cdot {\vec {n}})}. Nous concluons que {\displaystyle \Pi _{ik}} est la i-ème composante de la quantité d'impulsion traversant par unité de temps l'unité de surface normale à l'axe {\displaystyle x_{k}}.